# Парчёвка
Парчёвка (каз. Парчёвка) — упразднённое село в Жаксынском районе Акмолинской области Казахстана. Входило в состав Новокиенского сельского округа. Упразднено в 2018 г. Код КАТО — 115271300.

## Население
В 1999 году население села составляло 220 человек (112 мужчин и 108 женщин). По данным переписи 2009 года, в селе проживало 137 человек (68 мужчин и 69 женщин).